# Иоанна (Рейтлингер)
Монахиня Иоа́нна (в миру Ю́лия Никола́евна Ре́йтлингер; 28 апреля 1898, Санкт-Петербург — 31 мая 1988, Чирчи́к) — русский иконописец.

## Биография
Родилась в семье юриста и экономиста, д.с.с. Николая Александровича Рейтлингера (умер в 1931 году в Париже), внучка генералов А. И. Рейтлингера по отцовской линии и Н. С. Ганецкого по материнской линии.
Детство провела в Петербурге. Выезжала в Финляндию, где исполнила первые пейзажи акварелью.
В 1915 окончила с золотой медалью частную гимназию княгини А. А. Оболенской и поступила в 4-й класс Рисовальной школы ОПХ.
В 1917 году после Февральской революции уезжает в Крым.
В 1918 году в Крыму, в Олеизе Юлия Рейтлингер знакомится со священником Сергием Булгаковым и становится его духовной дочерью, оставаясь до смерти отца Сергия его помощником и другом.
В 1921 году выехала в Польшу к отцу.
В 1922 переезжает в Прагу и первое время живёт в семье профессора П. Б. Струве.
В 1925 вслед за отцом Сергием, который стал ректором Свято-Сергиевского православного богословского института, переехала в Париж и находилась при его семье в Сергиевском подворье.
В 1930-е годы пишет для Церкви святого благоверного князя Александра Невского и преподобного Серафима Саровского в Льеже.
В 1932 году для храма Св. Иоанна Воина в Медоне на загрунтованной фанере выполнила росписи на евангельские темы.
В 1934 писала одноярусный иконостас в храме Покрова Пресвятой Богородицы на улице Лурмель в Париже.
Пострижена в рясофор с именем Иоанна 11 сентября 1935 года митрополитом Евлогием в Париже.
В 1938 году Содружество св. Албания и преп. Сергия приглашают сестру Иоанну написать триптих для храма в богословском колледже в Мерфилде на севере Англии. Позднее росписи были перенесены в англиканский монастырь Святой Троицы в Кроули (Западная Англия).
В 1944 году отец Сергий перед своей смертью наказал сестре Иоанне: «Возвращайся на Родину, Юля, и неси свой крест. И, слышишь, Юля, с радостью неси!». Она переезжает в Чехословакию и до 1955 года ожидает разрешения на въезд. В этот период она много работает — пишет иконы, копии с репродукций картин русских художников.
В 1955 году сестра Иоанна получает разрешение от советских властей пересечь границу СССР, при условии постоянного проживания в Ташкенте. Оторванная от творческой среды, сестра Иоанна занималась росписью платков, чтобы заработать на жизнь.
После оформления пенсии часто бывала в Москве. В начале 1970-х годов духовным отцом сестры Иоанны становится о. Александр Мень.
В последние годы жизни потеряла зрение и не могла писать иконы.
Умерла в 1988 году.

## Творчество
В 2003 году Никита Струве перевёз медонские фрески в Москву и передал их в Библиотеку-Фонд «Русское зарубежье», где они хранятся и поныне.